# Éléments de physiologie
Les Éléments de physiologie sont un ensemble de notes prises par Denis Diderot à partir de 1774, en vue d'écrire un ouvrage qui ne verra pas le jour de son vivant. Le corpus en l'état est publié en 1875.

## Histoire du texte
Probablement dès sa participation à la traduction en 1746-1748 du Dictionnaire de médecine de Robert James, Diderot s'est intéressé au fonctionnement du corps humain, des ressorts de la vie et des conséquences philosophiques, matérialistes et éthiques qu'il pouvait en tirer : il fréquente les chimistes, comme Venel, assiste aux débats entre les médecins qui collaborent à l’Encyclopédie (Théophile de Bordeu, Pierre Tarin, Ménuret de Chambaud...), suit le cours de chimie de Rouelle dont il publie les notes de cours, multiplie les lectures, notamment Maupertuis, Leibniz. Le Rêve de D'Alembert rédigé en 1769 constitue en ce sens une première synthèse de ce bagage intellectuel.
Ce volume de notes conservé parmi ses manuscrits à la bibliothèque de l’Ermitage à Saint-Pétersbourg et qui porte le titre d’Éléments de physiologie montre que son intérêt ne s'est pas éteint. Jean Assézat, premier éditeur du texte, en 1875, considère que ces notes ont été simplement accumulées, à partir du séjour en Hollande (1773-1774) et pratiquement jusqu'à sa mort. Pour les commentateurs ultérieurs, Jean Mayer et Paolo Quintili, les Éléments sont « un ouvrage projeté et presque achevé, qui représente le testament spirituel du philosophe ».

## Commentaire
Cet ouvrage constitue « une somme de sa pensée philosophique et scientifique ; comme une tentative de définition de la nature (phusis) humaine, répondant aux problèmes posés par Helvétius. » Dans cette réflexion, Diderot insiste sur la grande variabilité du vivant et met en garde contre un discours sur un homme idéal : « il n’y a pas sur toute la surface de la terre un seul homme parfaitement constitué, parfaitement sain. L’espèce humaine n’est donc qu’un amas d’individus plus ou moins contrefaits, plus ou moins malades. » La Nature étant une production incessante de combinaisons d'éléments dans des formes variées, l’espèce et l’individu ne sont que des aspects provisoires d’un processus généalogique — une position qui a été rapprochée de la théorie de l'ontophylogenèse et qui annonce le transformisme de Lamarck (1808) : 

« Il ne faut pas croire la chaîne des êtres interrompue par la diversité des formes ; la forme n’est souvent qu’un masque qui trompe, et le chaînon qui paraît manquer existe peut-être dans un être connu à qui les progrès de l’anatomie comparée n’ont encore pu assigner sa véritable place. »

## Éditions
- Œuvres complètes de Diderot, édition établie par J. Assézat et M. Tourneux, t. IX, Paris, Garnier, 1875, p. 236-430 (lire sur Wikisource).
- Diderot, Éléments de physiologie, édition critique, avec une introduction et des notes par J. Mayer, Paris, Didier, 1964.
  - Repris sans modification dans Œuvres complètes de Diderot, par Roger Lewinter, tome XIII, Club français du livre.
- Diderot, Éléments de physiologie, éd. établie par Jean Mayer, Œuvres complètes de Diderot, t. XVII, Paris, Hermann.
- Éléments de physiologie, texte établi, présenté et commenté par Paolo Quintili, Honoré Champion, Paris, 2004  (ISBN 9782745309952), 506 p.
  - Comptes rendus : Annie Ibrahim, Recherches sur Diderot et sur l'Encyclopédie, 2005, n° 38, en ligne ; Kurt P. A. Ballstadt, French Studies, 2006 (vol. 60), n° 3, p. 397-398.
- Éléments de physiologie, édition critique par Motochi Terada, éd. Matériologiques, 2019,  (ISBN 978-2-37361-200-4).